# Politikí Epitropí Kypriakoú Agóna

Le Politikí Epitropí Kypriakoú Agóna, ou PEKA, (grec moderne : Πολιτική Επιτροπή Κυπριακού Αγώνα, anglais : Political Committee of the Cypriot Struggle), ou Comité Politique de la Lutte Chypriote, est la branche politique du mouvement EOKA qui lutte contre les Britanniques et les Chypriotes turcs pour l'union de Chypre avec la Grèce entre 1955 et 1959,. Il se forme à l'été 1956 avec des objectifs spécifiques :
1. Coordonner la lutte politique et militaire.
2. Élever le moral du peuple chypriote-grec.
3. Éclairer l'opinion publique mondiale sur la lutte, son origine et ses objectifs.
4. Maintenir les Chypriotes-grecs unis dans leur demande d'Enosis.
PEKA publie de nombreux tracts rédigés par et pour les Chypriotes grecs, et encourage la résistance contre les forces coloniales britanniques dirigées par John Harding dans le but d'"instruire" et de "retrouver le moral". Harding censure la presse locale et censure et inflige des amendes aux distributeurs de tracts avant de démissionner de son poste de gouverneur de Chypre fin 1957.
PEKA est d'abord dirigé par Renos Lysiotis, qui est remplacé par Michalis Maratheftis, et enfin en 1958 par Tassos Papadopoulos, ancien président de Chypre.